# Percy Zachariah Cox
Percy Zachariah Cox (Harwood Hall, 20 novembre 1864 – Melchbourne, 20 febbraio 1937) è stato un generale e funzionario britannico.
Il maggior generale Sir Percy Zachariah Cox, GCMG, GCIE, KCSI, è stato un alto funzionario britannico nel British Indian Army (Indian Army) e un amministratore coloniale in Vicino Oriente. Chiamato dalla maggior parte degli arabi Koccus, tra la fine del XIX secolo e i primi del XX, fu una delle figure più note per aver dato vita al moderno Iraq, posto peraltro sotto mandato britannico.

## Famiglia e gioventù
Cox nacque a Harwood Hall, presso Herongate (Essex), figlio di Arthur Zachariah e di Julienne Emily Cox. Fu istruito inizialmente alla Harrow School, dove sviluppò interesse per la storia naturale la geografia e i viaggi. Nel febbraio del 1884, essendo il terzogenito di suo padre e quindi senza alcuna speranza di ereditare qualcosa di significativo economicamente, lo studioso Cox si iscrisse al Royal Military College a Sandhurst, dove ricevette nel febbraio del 1884 il grado di sottotenente e fu destinato ai Cameronians (Scottish Rifles), raggiungendo il 2º battaglione in India.
Nel novembre del 1889 fu trasferito nell'Indian Staff Corps (noto anche come Bengal Staff Corps). Il 14 novembre 1889, prima di essere insignito dell'Ordine dell'Impero Britannico (O.B.E.), sposò Dame Belle Cox, nata Louisa Belle Hamilton, figlia dell'irlandese Sir John Butler Hamilton (1838 - 1902), direttore della sanità pubblica.

## Somaliland britannico e Muscat (1893-1903)
Dopo aver ricoperto incarichi di minor rilievo amministrativo a Kolhapur e Savantvadi, in India, Cox fu assegnato in British Somaliland, che dipendeva all'epoca amministrativamente dall'India, nelle vesti di assistente politico del residente a Zeila. Fu poi trasferito a Berbera nel 1894.
Nel febbraio del 1895 fu promosso a capitano e nel mese di maggio gli fu attribuito l'incarico di condurre una spedizione contro un clan somalo che aveva bloccato ogni via di commercio e che effettuava distruttive incursioni lungo le coste. Avendo con sé solo 52 indiani e somali regolari e 1.500 armati locali di scadente qualità militare e non addestrati convenientemente, riuscì a sconfiggere i suoi nemici in sei settimane. Più tardi, nello stesso anno fu promosso ad assistente dell'agente vicereale a Baroda.
Nell'ottobre del 1899, Cox fu nominato agente politico e console a Mascate, in Oman, dove la tensione era particolarmente elevata tra i britannici, che consideravano l'area sotto la loro influenza, e il governante locale Faysal bin Turki, sultano di Mascate e Oman, che godeva del sostegno dei francesi, che davano protezione ai locali trafficanti di schiavi (pratica cui si opponeva invece il Regno Unito) e che avevano ottenuto dal sultano il permesso di affittare un approdo utile a rifornire di carbone le loro navi. Cox s'impegnò con successo a porre fine all'influenza francese in quell'area e quando Lord Curzon, più tardi viceré d'India, visitò Mascate nel 1903, espresse il giudizio che Cox avesse virtualmente vinto la partita. Cox fu promosso al rango di maggiore nel febbraio del 1902.

## Il Golfo Persico (1904-1919)
Nel giugno 1904, Cox fu nominato residente politico facente funzione nel Golfo Persico e console generale per le province persiane del Fars, Lurestan e Khūzestān e per il distretto di Lingah, andando a risiedere dalla parte persiana del golfo, nella città di Bushire. Cinque anni dopo fu confermato come residente, un posto che occupò con grande efficienza fino al 1914, allorché venne nominato segretario del governo britannico dell'India. Tra le sue realizzazioni mentre era a Bushire si ricorda l'istituzione dello stato del Kuwait come kaza autonomo dell'Impero ottomano, in base alla convenzione anglo-ottomana del 1913. Fu promosso a tenente colonnello nel febbraio del 1910.
Poco dopo il suo ritorno in India, fu nuovamente inviato nel Golfo Persico come responsabile politico militare della Forza di spedizione indiana per combattere contro l'Impero ottomano durante la prima guerra mondiale. Avendo preso parte alle campagne militari in Mesopotamia e Palestina, fu promosso a maggior generale onorario nel maggio 1917. Durante questo periodo stabilì forti rapporti con Ibn Saʿūd, il potente sultano del Najd, con cui aveva avuto relazioni già quando era stato residente. Alla fine delle ostilità con l'Impero ottomano nel novembre del 1918, Cox fu nominato ministro facente funzione a Tehran, negoziando così l'accordo anglo-persiano.

## Nomina ad alto commissario dell'Iraq e rivolta irachena (1920)
A seguito dell'insurrezione irachena del 1920, gli amministratori coloniali britannici si convinsero che un più efficace e meno dispendioso modo di controllare l'area mesopotamica - in base agli accordi Sykes-Picot, segretamente concordati con la Francia durante la prima guerra mondiale - sarebbe stata la creazione di un governo iracheno in cui l'effettiva influenza britannica sarebbe stata meno palese. Fu in queste circostanze che Percy Cox assunse l'incarico a Baghdad di primo alto commissario di quel mandato che la compiacente Società delle Nazioni aveva creato per soddisfare le ambizioni di spartizione territori già appartenenti all'Impero ottomano da parte dei vincitori della I guerra mondiale. In seguito, in accordo con la nuova politica britannica e delle difficoltà incontrate, Cox scrisse alla madre di Gertrude Bell:

Il compito che m'attende era senza esitazione facile o affascinante. La nuova linea di politica che stavo per avviare comportava una rapida e per forza di cose rapida trasformazione della facciata dell'amministrazione esistente tra Arabi e britannici e, con tale processo, grosso modo una riduzione numerica del personale britannico e indo-britannico impiegato.
Agendo come alto commissario, Cox collaborò con vecchi funzionari ottomani e tribali, di altre eterodossie religiose e con capi religiosi e supervisionò la creazione di un governo provvisorio, corposamente arabo, chiamato “consiglio di stato”, al fine di assistere alla nascita di una nazione dopo il turbolento periodo della insurrezione del 1920. Cox scelse come presidente il leader religioso sunnita ʿAbd al-Raḥmān al-Kaylānī, Naqīb al-Ashrāf di Baghdad. I componenti del consiglio furono selezionati tra le élite tribali locali che Cox riteneva affidabili per sostenere i piani britannici. Il funzionamento soddisfacente di questo governo ad interim consentì a Cox di essere presenta alla conferenza del Cairo del 1921, convocata dal nuovo segretario alle colonie britannico, Winston Churchill.

## La conferenza del Cairo del 1921 e l'incoronazione di re Fayṣal
Tra i punti considerati salienti da Cox nel recarsi alla conferenza del Cairo del 1921 vi era la riduzione della spesa militare britannica in Iraq e la scelta di un sovrano per quel Paese arabo. Per soddisfare il primo punto, Cox propose un piano di taglio immediato delle spese e il ritiro delle truppe britanniche dalla Mesopotamia. Sulla questione di chi avrebbe governato l'Iraq, Cox concluse che la migliore opzione sarebbe stata quella d'investire uno dei figli dello sharīf de La Mecca, con cui il Regno Unito aveva sviluppato una speciale relazione durante la guerra, grazie alle promesse (di fatto rese vane dagli accordi Sykes-Picot, accuratamente tenuti segreti fin quando non li rivelò l'Unione Sovietica, recentemente creata dai bolscevichi di Lenin) fatte nel corso della corrispondenza Husayn-McMahon.
Alla conferenza, il figlio dello sharīf Fayṣal risultò essere la scelta migliore, con Cox che osservò che l'esperienza militare di Fayṣal nella rivolta araba, così come le sue grandi doti politiche lo rendevano il più qualificato a organizzare un esercito e a governare effettivamente l'Iraq. Cox avrebbe in seguito scritto che la decisione in favore di Fayṣal era stata “resa agevole da assumere... per un processo di eliminazione”, riflettendo sul fatto che i candidati al trono avrebbero usufruito del sostegno dei partiti principali in Iraq, mentre Faysal, grazie alla sua esperienza e al rispetto suscitato dal nome del suo casato, avrebbe goduto dell'"appoggio generale, se non universale, della popolazione".
Dopo aver organizzato un plebiscito, Cox proclamò a Baghdad Fayṣal re d'Iraq il 23 agosto 1921, dopo di che il governo provvisorio formato da Cox rassegnò le proprie dimissioni. Negli anni in cui seguitò a svolgere le sue funzioni di alto commissario in Iraq, il funzionario britannico continuò a esercitare una grande influenza sui governi iracheni e sugli eventi del Paese, usando il suo potere, consigliando e guidando discretamente Fayṣal quando ritenuto necessario.

## Il rimanente periodo di alto commissario in Iraq (1922-1923)
Il 23 agosto 1922, il re Fayṣal fu operato di appendicite e, di conseguenza, non fu in condizione di governare per varie settimane. Si aprì allora un dibattito sulla natura e le dimensioni del controllo britannico sugli affari iracheni da circostanziare attraverso impegni derivanti da trattati. Con quella che fu probabilmente l'azione più audace della sua carriera politica, Cox assunse il controllo della situazione e istituì un diretto governo britannico della cosa pubblica. L'alto commissario, in effetti, divenne una sorta di sovrano dell'Iraq e assunse misure quali la carcerazione e la deportazione di quanti erano ostili all'intervento straniero, riducendo al silenzio le opposizioni e i media, ordinando anche il bombardamento degli insorti tribali. L'interpretazione di questi eventi varia molto in base alle fonti. Sia come sia, le misure adottate da Cox ebbero indubbiamente successo nel conservare lo status quo che desiderava il Regno Unito e Fayṣal riprese il suo posto in settembre in un Paese formalmente (anche se forse non sostanzialmente) tranquillo.
Il resto del mandato di alto commissario di Cox trascorse nel negoziare quello che sarebbe stato il trattato anglo-iracheno del 1921-22. La fondata obiezione di Fayṣal al mandato britannico sull'Iraq e la sua insistenza circa l'indipendenza formale richiedevano un sottile tocco diplomatico. Il Regno Unito voleva tutelare appieno i suoi interessi in Iraq ma al contempo non voleva sembrare di esercitare alcun controllo sul governo iracheno. A tal fine, Cox negoziò il trattato anglo-iracheno, che indubbiamente forzava molti degli originali termini del mandato della Società delle Nazioni, ma che garantiva la protezione di Londra a Fayṣal nei confronti dei suoi rivali, tra cui Ibn Saʿūd.
Il trattato fu firmato il 10 ottobre 1922. Poco dopo Cox utilizzò i suoi buoni rapporti con il sultano del Najd Ibn Saʿūd per identificare i confini tra i domini sauditi, l'Iraq e il Kuwait per assicurarsi che il Regno Unito non avrebbe dovuto intervenire in di fesa dell'Iraq contro il suo nascente e potente vicino.
Nelle sue lettere, la famosa viaggiatrice, archeologa e letterata Gertrude Bell scrive dell'efficacia della diplomazia espressa da Cox: “Ibn Sa'ud è convinto che il futuro suo e del suo regno dipende dalla nostra benevolenza e che non romperà mai con noi. Nei fatti il trattato ricalca esattamente le linee che Sir Percy ha definito.” Questo fu l'atto conclusivo di Cox in quanto alto commissario dell'Iraq, carica che lasciò il 4 maggio 1923 a Sir Henry Dobbs, che rimase in carica fino al 1929.

## Relazioni con Gertrude Bell
Nel corso del suo incarico iracheno, Cox restò in stretto contatto con Gertrude Bell, per la quale provava un senso di ammirazione e di stima, oltre che di amicizia. Nei suoi scritti, Bell descrive Cox come dotato di “raffinata e semplice dignità”, lodandone la “cortesia e la serietà”, rimarcando come il suo atteggiamento nei confronti di lei fosse improntato a “un'assurda indulgenza”. Parlando della sua attività pubblica, Bell lo definisce “un maestro nel gioco della politica” e constata il rispetto di cui Cox godeva tra la gente dell'Iraq.

## Matrimonio e figli
Da Lady Cox (Belle Hamilton Cox) ebbe un figlio, Derek, ucciso in combattimento nel 1917 (che ebbe a sua volta un figlio) e una figlia, morta però alla nascita.

## Pensionamento e morte
Dopo la partenza da Baghdad, Cox non fu più impiegato per altre missioni ufficiali dai governi britannici. Cox dedicò gran parte della sua restante vita alla Royal Geographic Society, della quale fu presidente dal 1933 al 1936.
Sir Percy Cox morì improvvisamente durante una battuta di caccia alla volpe a Melchbourne (Bedfordshire) nel 1937. A quanto pare, si sentì male e, smontato da cavallo, si accasciò sulla strada accanto al suo animale. Fu trovato poco dopo, già morto, da un altro cacciatore, George Lawson Johnston, I barone Luke (Lord Luke). Il coroner redasse un certificato di morte per attacco cardiaco.